# Sahorre
Sahorre (katalanisch Saorra) ist eine französische Gemeinde mit 399 Einwohnern (Stand 1. Januar 2022) im Département Pyrénées-Orientales in der Region Okzitanien. Sie gehört zum Arrondissement Prades und zum Kanton Le Canigou.

## Nachbargemeinden
Nachbargemeinden von Sahorre sind Fuilla im Norden, Vernet-les-Bains im Nordosten, Casteil im Osten, Py im Süden, Nyer im Südwesten, sowie Escaro  im Westen.

## Bevölkerungsentwicklung
| Jahr      | 1962 | 1968 | 1975 | 1982 | 1990 | 1999 | 2017 |
| Einwohner | 626  | 445  | 370  | 359  | 333  | 347  | 382  |

## Sehenswürdigkeiten
- Romanische Kirche Saint-Étienne (12. Jahrhundert)
- Romanische Kirche Sainte-Croix in Thorrent
- Tour de Goa (Monument historique)